# Список призёров Олимпийских игр по современному пятиборью
Полный список всех медалистов Олимпийских игр по современному пятиборью с 1912 по 2016 гг.

## Современная программа

### Мужчины
| Игры                | Золото                            | Серебро                    | Бронза                              |
| ------------------- | --------------------------------- | -------------------------- | ----------------------------------- |
| 1912, Стокгольм     | Йёста Лиллиехёк Швеция            | Йёста Осбринк Швеция       | Георг де Лаваль Швеция              |
| 1920, Антверпен     | Густаф Дюрссен Швеция             | Эрик де Лаваль Швеция      | Йёста Рунё Швеция                   |
| 1924, Париж         | Бу Линдман Швеция                 | Густаф Дюрссен Швеция      | Бертиль Угла Швеция                 |
| 1928, Амстердам     | Свен Тофельт Швеция               | Бу Линдман Швеция          | Гельмут Каль Германия               |
| 1932, Лос-Анджелес  | Юхан Габриель Оксенстиерна Швеция | Бу Линдман Швеция          | Ричард Майо США                     |
| 1936, Берлин        | Готтхард Хандрик Германия         | Чарльз Леонард США         | Сильвано Абба Италия                |
| 1948, Лондон        | Вильям Грут Швеция                | Джордж Мур США             | Йёста Ердин Швеция                  |
| 1952, Хельсинки     | Ларс Халль Швеция                 | Габор Бенедек Венгрия      | Иштван Сонди Венгрия                |
| 1956, Мельбурн      | Ларс Халль Швеция                 | Олави Маннонен Финляндия   | Вяйнё Корхонен Финляндия            |
| 1960, Рим           | Ференц Немет Венгрия              | Имре Надь Венгрия          | Роберт Бек США                      |
| 1964, Токио         | Тёрёк Ференц Венгрия              | Игорь Новиков СССР         | Альберт Мокеев СССР                 |
| 1968, Мехико        | Бьёрн Ферм Швеция                 | Андраш Бальцо Венгрия      | Павел Леднёв СССР                   |
| 1972, Мюнхен        | Андраш Бальцо Венгрия             | Борис Онищенко СССР        | Павел Леднёв СССР                   |
| 1976, Монреаль      | Януш Пыцяк-Пецяк Польша           | Павел Леднёв СССР          | Ян Барту Чехословакия               |
| 1980, Москва        | Анатолий Старостин СССР           | Тамаш Сомбатхейи Венгрия   | Павел Леднёв СССР                   |
| 1984, Лос-Анджелес  | Даниэле Масала Италия             | Сванте Расмусон Швеция     | Карло Массулло Италия               |
| 1988, Сеул          | Янош Мартинек Венгрия             | Карло Массулло Италия      | Вахтанг Ягорашвили СССР             |
| 1992, Барселона     | Аркадиуш Скшипашек Польша         | Аттила Мижер Венгрия       | Эдуард Зеновка Объединённая команда |
| 1996, Атланта       | Александр Парыгин Казахстан       | Эдуард Зеновка Россия      | Янош Мартинек Венгрия               |
| 2000, Сидней        | Дмитрий Сватковский Россия        | Габор Балог Венгрия        | Павел Довгаль Беларусь              |
| 2004, Афины         | Андрей Моисеев Россия             | Андрей Заднепровский Литва | Либор Капалини Чехия                |
| 2008, Пекин         | Андрей Моисеев Россия             | Эдвинас Крунголцас Литва   | Андрей Заднепровский Литва          |
| 2012, Лондон        | Давид Свобода Чехия               | Цао Чжунжун Китай          | Адам Мароши Венгрия                 |
| 2016 Рио-де-Жанейро | Александр Лесун Россия            | Павел Тимощенко Украина    | Исмаэль Эрнандес Мексика            |

### Женщины
| Игры                 | Золото                     | Серебро                       | Бронза                           |
| -------------------- | -------------------------- | ----------------------------- | -------------------------------- |
| 2000, Сидней         | Стефани Кук Великобритания | Эмили де Рил США              | Кейт Элленби Великобритания      |
| 2004, Афины          | Жужанна Вёрёш Венгрия      | Елена Рублевская Латвия       | Джорджина Харланд Великобритания |
| 2008, Пекин          | Лена Шонеборн Германия     | Хизер Фелл Великобритания     | Виктория Терещук Украина         |
| 2012, Лондон         | Лаура Асадаускайте Литва   | Саманта Маррей Великобритания | Яне Маркес Бразилия              |
| 2016, Рио-де-Жанейро | Хлои Эспозито Австралия    | Элоди Клувель Франция         | Октавия Новацкая Польша          |

## Исключённые дисциплины

### Командный зачёт
| Игры               | Золото                                                           | Серебро                                                                          | Бронза                                                          |
| ------------------ | ---------------------------------------------------------------- | -------------------------------------------------------------------------------- | --------------------------------------------------------------- |
| 1952 Хельсинки     | Венгрия · Габор Бенедек · Аладар Ковачи · Иштван Сонди           | Швеция · Ларс Халль · Торстен Линдквист · Клас Эгнелль                           | Финляндия · Олави Маннонен · Луари Вилькко · Олави Рокка        |
| 1956 Мельбурн      | СССР · Игорь Новиков · Александр Тарасов · Иван Дерюгин          | США · Джордж Ламберт · Уильям Андре · Джек Дэниелс                               | Финляндия · Вяйнё Корхонен · Олави Маннонен · Берндт Каттер     |
| 1960, Рим          | Венгрия · Андраш Бальцо · Имре Надь · Ференц Немет               | СССР · Игорь Новиков · Николай Татаринов · Хану Сельг                            | США · Роберт Бек · Джек Дэниелс · Джордж Ламберт                |
| 1964, Токио        | СССР · Альберт Мокеев · Игорь Новиков · Виктор Минеев            | США · Джеймс Мур · Дэвид Кирквуд · Пол Пести                                     | Венгрия · Ференц Тёрёк · Имре Надь · Отто Тёрёк                 |
| 1968, Мехико       | Венгрия · Андраш Бальцо · Иштван Мона · Ференц Тёрёк             | СССР · Павел Леднёв · Борис Онищенко · Стасис Шапарнис                           | Франция · Рауль Геган · Люсьен Гиге · Жан-Пьер Джудичелли       |
| 1972, Мюнхен       | СССР · Борис Онищенко · Павел Леднев · Владимир Шмелёв           | Венгрия · Андраш Бальцо · Жигмонд Вилланьи · Пал Бако                            | Финляндия · Ристо Хурме · Вейкко Салминен · Мартти Кетеля       |
| 1976, Монреаль     | Великобритания · Джереми Фокс · Дэнни Найтингейл · Адриан Паркер | Чехословакия · Ян Барту · Бохумиль Старновски · Иржи Адам                        | Венгрия · Тамаш Канцсаль · Тибор Марачко · Жветижлав Сасикс     |
| 1980, Москва       | СССР · Анатолий Старостин · Павел Леднёв · Евгений Липеев        | Венгрия · Тамаш Сомбатхейи · Тибор Марачко · Ласло Хорват                        | Швеция · Сванте Расмусон · Леннарт Петтерссон · Георге Хорват   |
| 1984, Лос-Анджелес | Италия · Даниэле Масала · Пьерпаоло Кристофори · Карло Массулло  | США · Майкл Шторм · Роберт Грег Лоузи · Дин Гленеск                              | Франция · Поль Фо · Дидье Буб · Джоэл Бузу                      |
| 1988, Сеул         | Венгрия · Янош Мартинек · Аттила Мижер · Ласло Фабиан            | Италия · Карло Массулло · Даниэле Масала · Джанлука Тиберти                      | Великобритания · Ричард Фелпс · Доминик Махоуни · Грэм Брукхаус |
| 1992, Барселона    | Польша · Аркадиуш Скршипашек · Дариуш Гозьдзяк · Мацей Чижович   | Объединённая команда · Эдуард Зеновка · Анатолий Старостин · Дмитрий Сватковский | Италия · Роберто Бомпрецци · Карло Массулло · Джанлука Тиберти  |